# Стећци у Пиперима
Стећци у Пиперима представљају скуп од двадесетак стећака смештених у селу Пипери, у околини Лопара. Стећци су нађени на три локације које међусобно нису много удаљене. У близини њих налази се и једна земљана гомила коју народ назива Црквином или Црквиштем, и постоји могућност да се у средњем веку ту налазила црква, што би археолошка ископавања могла да провере. Укупно се на овим локацијама налази 21 стећак, што не значи да се детаљним истраживањем не би нашли нови споменици. Шест споменика поседује ћириличке натписе који говоре о покојницима сахрањеним испод камених громада.
Најбоље очуван натпис јесте на стећку испод кога је сахрањен Милош Братосалић, један од локалних средњовековних великаша. На још једном стећку у Пиперима налази се натпис у којем се спомиње још један Братосалић, а није искључено да се и неки од натписа које је данас тешко реконструисати односи такође на неке друге припадника рода Братосалића. Натпис Милоша Братосалића преведен на модерни српски језик гласи:
Овде лежи Милош Братосалић
на својој земљи (н)а Висорах (Висори)
а поставише биљег синови
Прибисав и Прибил и Радиш и (Ми)Лиша
и Вук и с род(ом)
Како се може видети, ови покопани Братосалићи били су великаши у Висорима, а Висори су оближње село, које је у држави Котроманића било и седиште истоимене жупе коју су касније Турци претворили у своју нахију под истим именом. Подручје Мајевице у раном средњем веку било је део „крштене Србије”, како је назива Порфирогенит у свом познатом спису „О народима”, а њоме је владао и краљ Стефан Драгутин Немањић као „сремски краљ”. У четири сачувана натписа спомиње се „Племенито на Висорах”. Предлог „на” може се узети као и „из”, па би на основу тога Братосалићи били из Висора.
Сви натписи Пипера личе један на други, иако у неким појединостима постоји разлика. По свему изгледа да су они дело двојице мајстора исте радионице, односно истог центра. По типовима и варијантама већине слова изгледа највјероватније да натписи Пипера потичу из друге половине 14. и почетка 15. века.
Када је реч о презимену Братосалић, још је Даничић утврдио постојање мушког имена Братослав у 13. и 14. веку, и презимена Братосалић из 15. века. Братосалићи и Братославићи спомињу се више пута током 15. века, али као Дубровчани. О Братосалићима са Мајевице не постоје подаци.
Што се тиче постанка села Пипера, оно је настало досељавањем српских сточара са подручја данашње Црне Горе у којој постоји истоимено племе, или евентуално са подручја Херцеговине, за време Турске окупације или нешто пре тога, јер се зна да су 15. и 16. век периоди великих миграција српског становништва са истока и југа српског етничког простора према западу и северу. За сада изгледа вероватније да су Висори постојали и пре Пипера и да се предео данашњих Пипера раније називао Висорима.